# Halfaxa
Halfaxa je druhé studiové album kanadské hudebnice Grimes, které bylo v Kanadě vydáno 5. října 2010 prostřednictvím vydavatelství Arbutus Records. Ve Spojeném království a ve zbytku Evropy vyšlo v květnu roku 2011 pod značkou Lo Recordings.

## Seznam skladeb
| Pořadí         | Název                                                                                         | Délka |
| -------------- | --------------------------------------------------------------------------------------------- | ----- |
| 1.             | Outer                                                                                         | 1:13  |
| 2.             | Intor/Flowers                                                                                 | 2:51  |
| 3.             | Weregild                                                                                      | 5:15  |
| 4.             | ∆∆∆∆Rasik∆∆∆∆                                                                                 | 1:51  |
| 5.             | Sagrad Прекрасный                                                                             | 5:14  |
| 6.             | Heartbeats (bonusová skladba, která vyšla pouze na desce vydané vydavatelstvím Lo Recordings) | 4:31  |
| 7.             | Dragvandil                                                                                    | 1:40  |
| 8.             | Devon                                                                                         | 4:32  |
| 9.             | Dream Fortress                                                                                | 5:02  |
| 10.            | World♡Princess                                                                                | 4:42  |
| 11.            | † River †                                                                                     | 1:58  |
| 12.            | Swan Song                                                                                     | 3:07  |
| 13.            | ≈Ω≈Ω≈Ω≈Ω≈Ω≈Ω≈Ω≈Ω≈                                                                             | 2:15  |
| 14.            | My Sister Says the Saddest Things                                                             | 4:13  |
| 15.            | Hallways                                                                                      | 5:45  |
| 16.            | Favriel                                                                                       | 2:36  |
| Celková délka: | Celková délka:                                                                                | 55:07 |

## Obsazení
Kredity alba Halfaxa převzaté z textu na obalu.
- Grimes – zpěv, produkce, ilustrace
- Jasper Baydala – design
- Sebastian Cowan – mastering (1–4, 6–16)
- Antony Ryan – mastering (5)

## Historie vydání
| Země                   | Datum           | Vydavatelství   | Formát(y)         |
| ---------------------- | --------------- | --------------- | ----------------- |
| Kanada                 | 30. září 2010   | Arbutus Records | digitální stažení |
| Spojené státy americké | 30. září 2010   | Arbutus Records | digitální stažení |
| Kanada                 | 5. října 2010   | Arbutus Records | CD                |
| Austrálie              | 28. února 2011  | Lo Recordings   | Digitální stažení |
| Francie                | 28. února 2011  | Lo Recordings   | Digitální stažení |
| Německo                | 28. února 2011  | Lo Recordings   | Digitální stažení |
| Velká Británie         | 28. února 2011  | Lo Recordings   | Digitální stažení |
| Německo                | 11. března 2011 | Lo Recordings   | CD                |
| Velká Británie         | 14. března 2011 | Lo Recordings   | CD, LP            |
| Francie                | 16. března 2011 | Loreley         | CD, LP            |
| Austrálie              | 30. března 2011 | Lo Recordings   | CD                |
| Německo                | 22. dubna 2011  | Lo Recordings   | LP                |
| Spojené státy americké | 31. ledna 2012  | Arbutus Records | CD                |